# White Chuck Cinder Cone
White Chuck Cinder Cone é um cone de cinzas localizado em Washington, Estados Unidos. Foi descoberto pela primeira vez em 1934 e tem uma altitude de 1834 metros.
Com base na quantidade de erosão glacial, é provavelmente entre 2.000 e 17.000 anos de idade.